# Ligne Kitchener
 (octobre 2016).
Si vous disposez d'ouvrages ou d'articles de référence ou si vous connaissez des sites web de qualité traitant du thème abordé ici, merci de compléter l'article en donnant les références utiles à sa vérifiabilité et en les liant à la section « Notes et références ».
La ligne de Kitchener (anciennement ligne de Georgetown) est une des sept lignes de train de banlieue du réseau GO Transit à Toronto en Ontario. Son terminus sud est à la Gare Union de Toronto, et son terminus nord se trouve à Kitchener.
Le 19 décembre 2011, la ligne a été prolongée vers l'ouest depuis son ancien terminus de Georgetown vers Guelph et Kitchener.
En 2021, une nouvelle extension vers London avec desserte intermédiaire de St-Marys et Stratford est annoncée.

## Gares
- Union Station
- Bloor
- Weston
- Etobicoke North
- Malton
- Bramalea
- Brampton
- Mount Pleasant
- Georgetown
- Guelph
- Kitchener